# Просперо Альпіні
Просперо Альпіні, або Альпінус (італ. Prospero Alpini, або італ. Alpino, лат. Prosper Alpin, або лат. Prosperus Alpinus, 23 листопада 1553, Маростіка, Венеційська республіка — 6 лютого 1617, Падуя) — італійський лікар та ботанік.
У 1574—1578 роках пройшов курс наук в Падуанському університеті, де здобув ступінь доктора медицини. Практикував в Кампосампьетро поблизу Падуї.
Як особистий лікар венеційського консула в Каїрі Джорджо Емо вирушив 1580 року до Єгипету. Трирічне своє перебування там Альпіні присвятив вивченню природи та стану лікарської справи в Єгипті. Деякі думки Альпіні про розмноженні рослин знайшли своє місце в ботанічній системі Ліннея.
Після повернення був спершу лікарем на генуезькому флоті Андреа Доріа, потім професором ботаніки в Падуї (1593). Книга Альпіні De Plantis Aegypti liber in quo pauci, qui circa herbarum materiam irrepserunt, errores deprehenduntur… (Венеція, 1592, in 4°) була особливо в пошані, завдяки великій кількості фактів, точного опису та хороших гравюр.
Після його смерті його посада професора кафедри була заміщена його сином — Альпіно Альпіні (помер в 1637).
У 1603 році був призначений керувати ботанічним садом в Падуї і одночасно — кафедрою фармакології Університету.
Рід Alpinia, що належить ряду Zingiberaceae, названий на честь Альпіні Карлом Ліннеєм.

## Друковані праці

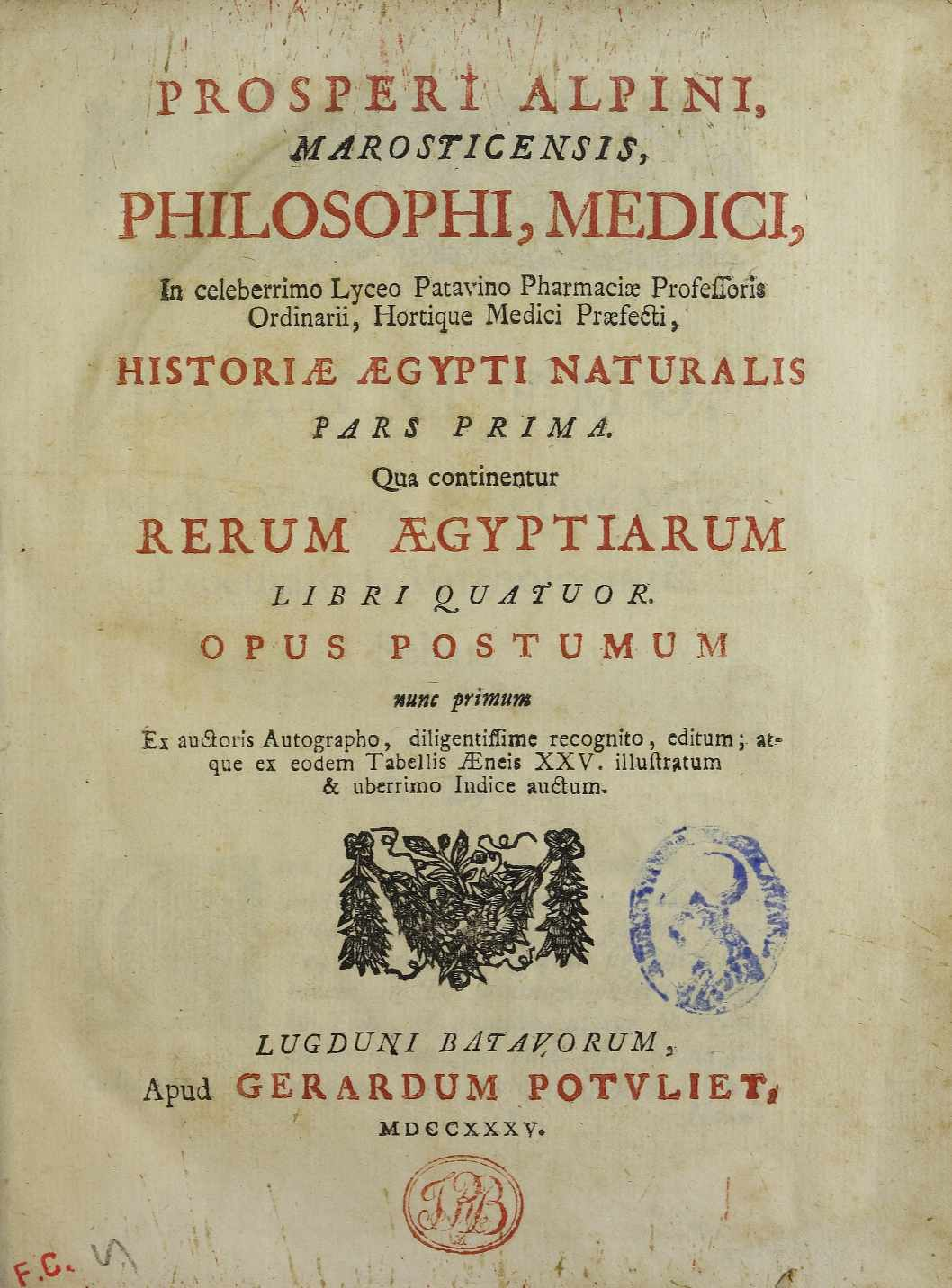
Historia Aegypti naturalis, 1735

- De medicina Aegyptiorum (Venezia, 1591; Parma, 1645)(лат.)
- De Plantis Aegypti liber (Venezia, F. de Franceschi di Siena, 1592)(лат.)
- De praesagienda via et morte aegrotantium (1601)(лат.)
- De medicina methodica (1611)(лат.)
- De plantis exoticis (Venezia, 1627, видано його сином)(лат.)
- Historia naturalis Aegypti (2 томи, Leiden, 1735)(лат.)